# Armand-François Jouslin de La Salle
Armand-François Jouslin de La Salle (Vierzon, 15 settembre 1794 – Parigi, 28 giugno 1863,) è stato un giornalista, drammaturgo, regista e avvocato francese.

## Biografia
Jouslin de La Salle diresse la Comédie-Française dal 1832 al 1837, poi il Théâtre des Variétés nel 1839.
Sposò la figlia di Joseph Mira-Brunet

## Opere
- 1819: Le Mûrier, vaudeville in 1 atto, con Jules Vernet;
- 1821: Les Deux Veuves ou les Contrastes, commedia in 1 atto, con Martial Aubertin;
- 1823: Le Polichinelle sans le savoir, commedia, con Armand d'Artois e Francis baron d'Allarde;[2]
- 1823: Les Cancans, ou les cousines à Manette, con Georges Duval e Pierre Carmouche;[3]
- 1823: Le Oui des jeunes filles, commedia-vaudeville in 1 atto, in stile spagnolo, con Ferdinand de Villeneuve;
- 1824: Jane Shore, melodramma in 3 atti, con Hyacinthe Decomberousse, Alphonse de Chavanges, musica di Alexandre Piccinni;[4]
- 1824: La Famille du charlatan, folie-vaudeville in 1 atto, con Maurice Alhoy e de Chavanges;[5]
- 1824: Le Magasin de masques, folie carnevalesca in 1 atto, con Nicolas Brazier e Francis d'Allarde;
- 1824: Le Oui des jeunes filles, commedia-vaudeville in 1 atto, con Charles Dupeuty;
- 1825: La Vogue, vaudeville à grand spectacle, con Alhoy e Francis d'Allarde;
- 1825: La Mauvaise langue de village, commedia-vaudeville in 1 atto, con Alhoy;
- 1825: Les Acteurs à l'auberge, commedia in 1 atto, con Alhoy e Francis d'Allarde;[6]
- 1825: La Corbeille de mariage ou les Étrennes du futur, vaudeville in 1 atto, con Alhoy e Léopold Chandezon;
- 1825: Les Deux tailleurs, ou la Fourniture et la façon, commedia-vaudeville in 1 atto, con Dupeuty e Villeneuve;
- 1826: L'Anonyme, commedia-vaudeville in 2 atti, con Villeneuve e Dupeuty;
- 1826: Le Soldat en retraite, ou les Coups du sort, dramma in 2 atti, con Dupeuty e Villeneuve;
- 1826: Monsieur de Pourceaugnac, balletto-folie-pantomimo in 2 atti, con Jean Coralli;
- 1826: Le Tambour et la musette, tableau-vaudeville in 1 atto, con Alhoy e Charles Nodier;
- 1826: Gulliver, ballet-folie in 2 atti, con Jean Coralli;
- 1826: Les Filets de Vulcain ou le Lendemain d'un succès, folie-vaudeville in 1 atto, con Carmouche e Henri Dupin;
- 1826: La Fête du village, ou le Cadran de la commune, vaudeville in 1 atto in occasione della festa del Re, con Edmond Crosnier e Baron de Mongenet
- 1826: Le Contumace, melodramma in 3 atti, con de Saint-Maurice e Edmond Crosnier,
- 1827: La Revue au galop, vaudeville in 1 atto, con Dupeuty e Alhoy;
- 1828: Le Caissier, dramma in 3 atti, con de Saint-Maurice;
- 1828: Les dix francs de Jeannette, con de Villeneuve;
- 1828: La Nourrice sur lieu, scene di famiglia, con distici, con Théodore Nézel, Louis Gabriel Montigny e Jean-Gilbert Ymbert;
- 1829: Cricri et ses mitrons, con Carmouche e Dupeuty;
- 1835: Le Ménage du savetier, ou la Richesse du pauvre, commedia-vaudeville in 1 atto, con de Villeneuve;